# Jakobertor

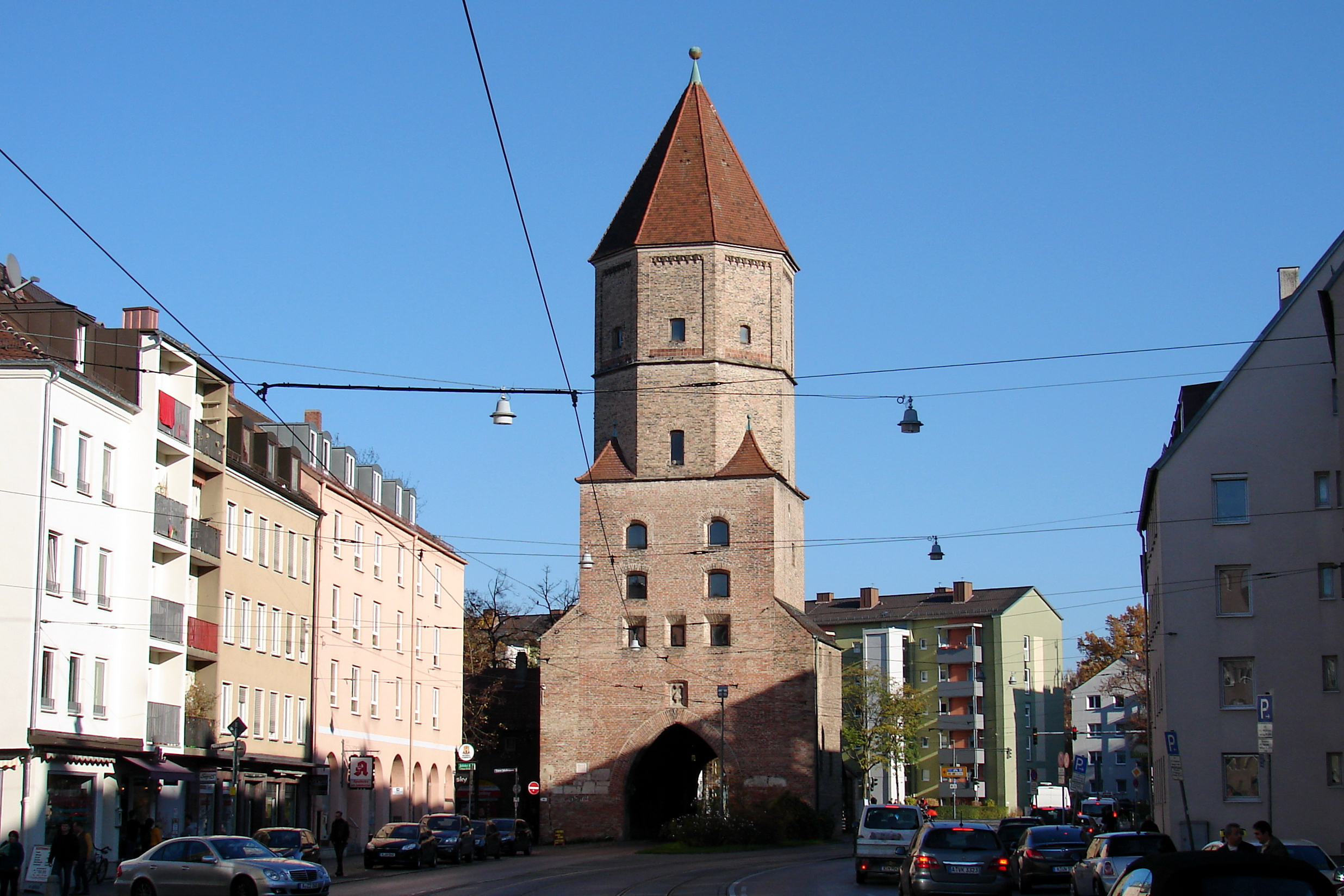
Blick von der Jakoberstraße nach Osten auf das Jakobertor

Das Jakobertor aus dem 14. Jahrhundert ist eines von fünf noch existierenden Augsburger Stadttoren und bildet den östlichen Abschluss der Jakobervorstadt. Es war ursprünglich Teil der Stadtmauer. Von dieser ist nur ein kleines Stück in Richtung Norden rekonstruiert, so dass das Tor weitgehend frei steht.

## Architektur
Der untere Teil des Gebäudes hat einen quadratischen Grundriss. Die Durchfahrt weist auf beiden Seiten spitze Torbögen auf. Auf der Westseite sind in Bodennähe mehrere Steintafeln aus der Römerzeit (Spolien) eingemauert. Diese „trophäenartige“ Verwendung historischer Artefakte ist typisch für die internationale Gotik. Der einzige Schmuck am Unterbau ist ein stark verwittertes Relief in der Durchfahrt. Dieses stellt vermutlich Kaiser Sigismund dar, der im 15. Jahrhundert ein Förderer der Augsburger Befestigungsanlagen war. Über der Durchfahrt auf der Westseite ist ein Zirbelnussrelief angebracht. Auf dem Unterbau befindet sich mit identischem Grundriss ein dreigeschossiges Wächterhaus. Der oberste Gebäudeteil ist achteckig und besteht aus zwei Stockwerken. Den Abschluss bildet ein für die gotische Befestigungsanlage typisches Zeltdach.
An das eigentliche Tor angebaut ist auf östlicher Seite ein Vortor. Dieses ist ebenfalls quadratisch angelegt, besteht aus zwei Geschossen und einem Satteldach. Von einem alten Tragesystem einer ehemaligen Zugbrücke sind an der Durchfahrt des Vortores noch die hölzernen Rollen vorhanden. Über der Einfahrt befindet sich in einer Flachnische eine bildliche Darstellung des heiligen Christophorus, die aus dem Jahr 1953 stammt.
Von außen stellt sich die gesamte Anlage als hochmittelalterlicher Backsteinbau dar. Ursprünglich war sie vollständig verputzt. Dieser Putz wurde seit Anfang des 19. Jahrhunderts nicht mehr erneuert und ist vollständig abgefallen.

## Geschichte

### Mittelalter

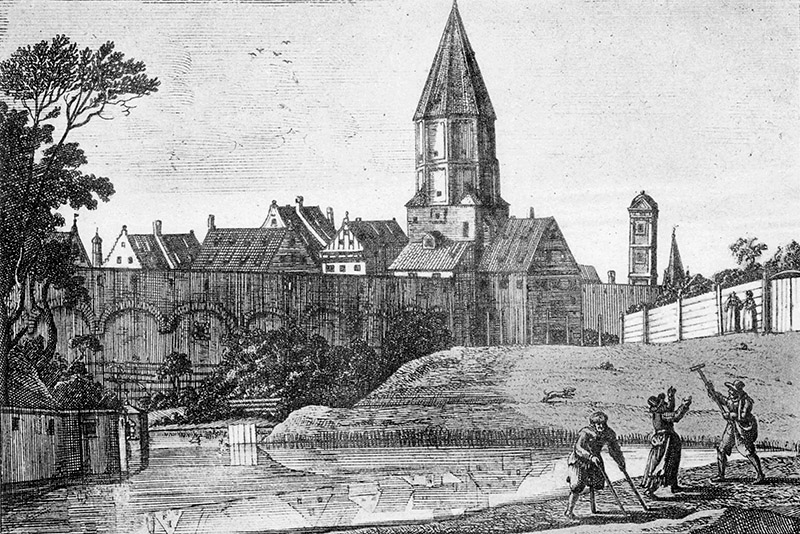
Jakobertor im 16. Jahrhundert

An der Stelle des heutigen Jakobertores wurde ein Vorgängerbau, „Lechhauser Tor“ genannt, erstmals im Jahr 1249 erwähnt. Das genaue Baudatum des heutigen Gebäudes ist unbekannt. Erste schriftliche Erwähnungen eines neuen Tores („nova porta“) finden sich in Aufzeichnungen des Jahres 1346. Dem Bau des Tores folgte der Ausbau der umliegenden Befestigung. Im Jahr 1406 wurde das Tor durch ein Lechhochwasser beschädigt. Erst seit dem 15. Jahrhundert ist das die Jakobervorstadt umschließende Tor als das Jakobertor bekannt. Das bereits erwähnte Vortor wurde im Jahr 1458 errichtet und 1489 durch ein Fallgitter ergänzt. Ulrich Mauermüller verzierte 1513 das Vortor mit einem gemalten Kruzifix, an dessen Stelle seit 1953 ein Christophorus-Bildnis angebracht ist.

### Frühe Neuzeit
1544 wurde eine Zugbrücke auf der Ostseite errichtet. Im Laufe des Dreißigjährigen Krieges zog 1632 der Schwedenkönig Gustav II. Adolf durch das Jakobertor nach Augsburg ein. Noch zu dieser Zeit übernahm das Tor die Aufgabe eines Wachtores und war mit fünf Stadtgardisten besetzt sowie mit umfangreicher Bewaffnung versehen.
Ab Mitte des 18. Jahrhunderts wandelte sich die Nutzung des Tores. Es war fortan mit Turmwächtern besetzt, die nach Bränden in der Stadt Ausschau hielten. Auch die Zugbrücke wurde zu Beginn des 19. Jahrhunderts durch eine feste Brücke ersetzt.

### Moderne

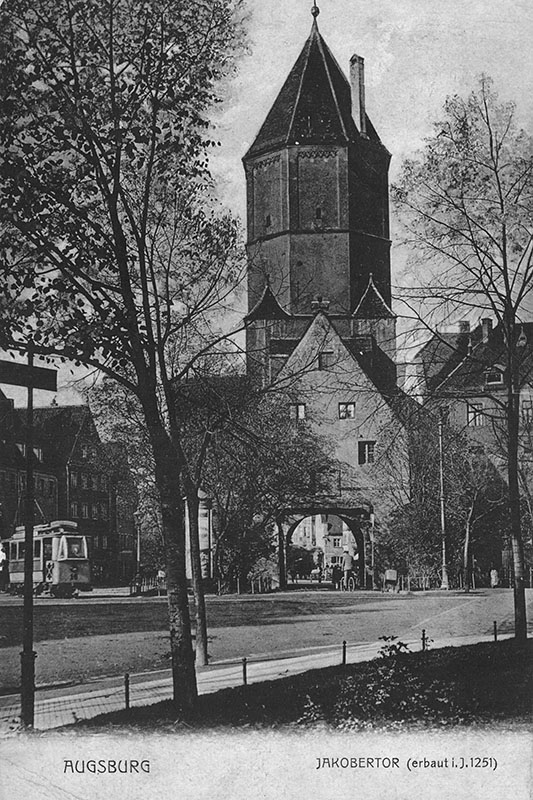
Postkarte von 1906

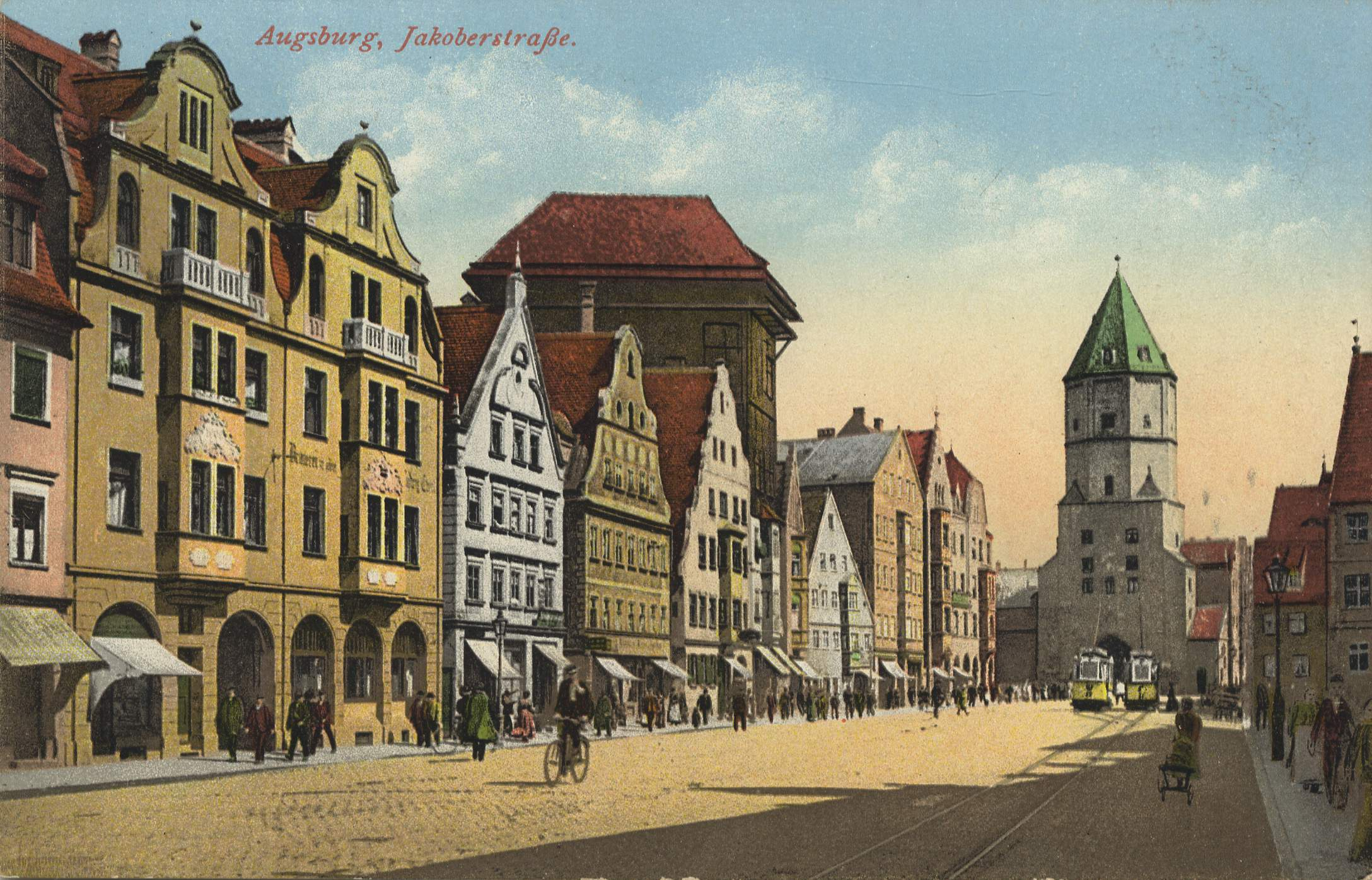
Blick auf das Jakobertor um 1900. Der hölzerne Färberturm lag bis zur verheerenden Bombennacht 1944 in direkter Nachbarschaft zum Jakobertor.

Als Augsburg 1805 an Bayern fiel, wurde das Tor zu einem Militärgefängnis der königlich bayerischen Stadtkommandantschaft umfunktioniert. Im Jahr 1869 fiel das Eigentum zurück an die Stadt Augsburg, da der Bau als Militärgefängnis nicht mehr benötigt wurde. Der Stimmung der Zeit folgend wurde 1871 eine Petition zum Abbruch des Jakobertores eingereicht. Nach längerem Zögern beschloss der Augsburger Stadtrat fünf Jahre später den Abriss. Gegen diesen Beschluss bildete sich allerdings Widerstand in Form einer Bürgerinitiative zur Rettung des Jakobertores. Nach weiterem Zögern war der Abriss 1881 erneut Thema im Stadtrat. Diesmal wurde der beschlossene Abbruch widerrufen. Eine notwendige Straße führte man stattdessen südlich am Tor vorbei. Heute führt ein Fahrstreifen stadteinwärts durch das Tor, stadtauswärts führen zwei Fahrstreifen am Tor vorbei.
Erst im Zweiten Weltkrieg rückte das Jakobertor wieder in den Fokus, als es bei der Bombardierung Augsburgs in der Nacht vom 25. auf den 26. Februar 1944 schwer beschädigt wurde und ausbrannte. Dabei wurden das Innere und das Dachwerk vollständig zerstört; lediglich die Außenmauern blieben erhalten. Die bereits im 19. Jahrhundert diskutierten Abbruchpläne wurden nach Kriegsende nicht erneut aufgegriffen – stattdessen entschied man sich für den Wiederaufbau des Tores. Bis Ende 1950 konnten die Kriegsschäden behoben und ein neues Dach aufgesetzt werden. In den folgenden Jahren wurde das Bauwerk durch den Einbau von Betondecken und Treppen wieder nutzbar gemacht.
Die beiden unteren Stockwerke wurden als Wohnung ausgebaut, das dritte Stockwerk diente zeitweise als Atelier. Seit 2008 werden alle fünf Stockwerke innen ausgebaut und renoviert. Neuer Mieter  ist der Jugendhilfeverein e.V., genutzt wird das Tor unter anderem als Verbindungshaus der Burschenschaft Rheno-Palatia.
Der Bayerisch-Schwäbische Jakobusweg führt durch das Jakobertor in die Innenstadt von Augsburg.